# Anacamptis collina
Espèce
Classification phylogénétique
Anacamptis collina (ancien nom: Orchis collina Banks & Sol. ex Russell), l’Orchis des collines, est une espèce de plantes à fleurs de la famille des Orchidacées. C'est une plante herbacée originaire de Méditerranée. C'est la seule espèce d'orchidées à avoir le statut RE (disparue de métropole) sur la liste rouge de l'UICN France.

## Caractéristiques
Feuilles : 2 à 4 à la base
Inflorescence : de 2 à 20 fleurs
Hauteur : 30 cm
Floraison : avril - juin

## Répartition et protection
Pourtour méditerranéen jusqu'au Turkménistan. Rare, mais présente au Portugal, en Espagne, particulièrement en Andalousie, en Italie (Sicile et Pouilles), en Grèce (Péloponnèse, Crète, Rhodes), Malte, Tunisie, Chypres etc. Cette espèce a disparu de France métropolitaine, la dernière station connue était à Hyères dans le Var.
Cette espèce est protégée en Algérie et dans la plupart des pays où elle a été répertoriée. Elle est rare dans les broussailles, pâturages et forêts des secteurs algérois et oranais.